# إيست مولين
إيست مولين (إلينوي) (بالإنجليزية: East Moline, Illinois) هي مدينة تقع في الولايات المتحدة في مقاطعة روك آيلاند، إلينوي. يقدر عدد سكانها بـ 21,302 نسمة .

## التركيبة السكانية
حدّد مكتب تعداد الولايات المتحدة بيانات التركيبة السكانية لإيست مولين في تعداد الولايات المتحدة. في ما يلي، التركيبة السكانية حسب تعدادي 2000 و2010.

### تعداد عام 2000
بلغ عدد سكان إيست مولين 20,333 نسمة بحسب تعداد عام 2000، وبلغ عدد الأسر 8,510 أسرة وعدد العائلات 5,368 عائلة مقيمة في المدينة. في حين سجلت الكثافة السكانية 537.8 نسمة لكل كيلومتر مربع (1,392.9/ميل2). وبلغ عدد الوحدات السكنية 8,988 وحدة بمتوسط كثافة قدره 237.7 لكل كيلومتر مربع (615.6/ميل2).
وتوزع التركيب العرقي للمدينة بنسبة 80.04% من البيض و7.34% من الأمريكيين الأفارقة و0.35% من الأمريكيين الأصليين و2.25% من الأمريكيين ذوي الأصول الآسيوية و0% من سكان جزر المحيط الهادئ و7.47% من الأعراق الأخرى و2.54% من عرقين مختلطين أو أكثر و15.15% من الهسبانيون أو اللاتينيون من أي عرق.
بلغ عدد الأسر 8,510 أسرة كانت نسبة 32.2% منها لديها أطفال تحت سن الثامنة عشر تعيش معهم، وبلغت نسبة الأزواج القاطنين مع بعضهم البعض 45.1% من أصل المجموع الكلي للأسر، ونسبة 13.9% من الأسر كان لديها معيلات من الإناث دون وجود شريك، بينما كانت نسبة 4.1% من الأسر لديها معيلون من الذكور دون وجود شريكة وكانت نسبة 36.9% من غير العائلات. تألفت نسبة 32.1% من أصل جميع الأسر من عدة أفراد يعيشون في نفس المنزل ونسبة 14.4% كانت تتألف من شخص يعيش بمفرده يبلغ من العمر 65 عاماً أو أكثر. وبلغ متوسط حجم الأسرة المعيشية 2.35، أما متوسط حجم العائلات فبلغ 2.97.
بلغ العمر الوسطي للسكان 37.4 عاماً. وكانت نسبة 24.7% من القاطنين تحت سن الثامنة عشر، وكانت نسبة 9.4% بين الثامنة عشر والرابعة والعشرين عاماً، ونسبة 26.4% كانت واقعةً في الفئة العمرية ما بين الخامسة والعشرين والرابعة والأربعين عاماً، ونسبة 22.3% كانت ما بين الخامسة والأربعين والرابعة والستين، ونسبة 15.7% كانت ضمن فئة الخامسة والستين عاماً فما فوق. يوجد لكل 100 أنثى 92.7 ذكر، ويوجد لكل 100 أنثى في الثامنة عشر من عمرها فما فوق 87.4 ذكر.
بلغ متوسط دخل الأسرة في المدينة 35,836 دولارًا، أما متوسط دخل العائلة فبلغ 44,695 دولارًا. وكان متوسط دخل الذكور 35,263 دولارًا مقابل 23,607 دولارًا للإناث. وسجل دخل الفرد الخاص بالمدينة 18,245 دولارًا. وكانت نسبة 11.6% من العائلات ونسبة 13.9% من السكان تحت خط الفقر، وكان من هؤلاء نسبة 20.7% تحت سن الثامنة عشر ونسبة 7% في الخامسة والستين من العمر وما فوق.

### تعداد عام 2010
بلغ عدد سكان إيست مولين 21,302 نسمة بحسب تعداد عام 2010، وبلغ عدد الأسر 8,530 أسرة وعدد العائلات 5,195 عائلة مقيمة في المدينة. في حين سجلت الكثافة السكانية 563.4 نسمة لكل كيلومتر مربع (1,459.2/ميل2). وبلغ عدد الوحدات السكنية 9,058 وحدة بمتوسط كثافة قدره 239.6 لكل كيلومتر مربع (620.6/ميل2).
وتوزع التركيب العرقي للمدينة بنسبة 72.92% من البيض و12.82% من الأمريكيين الأفارقة و0.31% من الأمريكيين الأصليين و2.03% من الأمريكيين ذوي الأصول الآسيوية و0.07% من سكان جزر المحيط الهادئ و8.58% من الأعراق الأخرى و3.27% من عرقين مختلطين أو أكثر و19.01% من الهسبانيون أو اللاتينيون من أي عرق.
بلغ عدد الأسر 8,530 أسرة كانت نسبة 29.2% منها لديها أطفال تحت سن الثامنة عشر تعيش معهم، وبلغت نسبة الأزواج القاطنين مع بعضهم البعض 40.9% من أصل المجموع الكلي للأسر، ونسبة 14.9% من الأسر كان لديها معيلات من الإناث دون وجود شريك، بينما كانت نسبة 5% من الأسر لديها معيلون من الذكور دون وجود شريكة وكانت نسبة 39.1% من غير العائلات. تألفت نسبة 33.6% من أصل جميع الأسر من عدة أفراد يعيشون في نفس المنزل ونسبة 14.6% كانت تتألف من شخص يعيش بمفرده يبلغ من العمر 65 عاماً أو أكثر. وبلغ متوسط حجم الأسرة المعيشية 2.32، أما متوسط حجم العائلات فبلغ 2.95.
بلغ العمر الوسطي للسكان 39.1 عاماً. وكانت نسبة 22.1% من القاطنين تحت سن الثامنة عشر، وكانت نسبة 9.4% بين الثامنة عشر والرابعة والعشرين عاماً، ونسبة 26% كانت واقعةً في الفئة العمرية ما بين الخامسة والعشرين والرابعة والأربعين عاماً، ونسبة 25.3% كانت ما بين الخامسة والأربعين والرابعة والستين، ونسبة 17.2% كانت ضمن فئة الخامسة والستين عاماً فما فوق. وتوزع التركيب الجنسي للسكان بنسبة 50.9% ذكور و49.1% إناث.